# Rectoria de Sant Miquel Sacot
La Rectoria de Sant Miquel Sacot és una casa de la Cot, al municipi de Santa Pau (Garrotxa), inclosa a l'Inventari del Patrimoni Arquitectònic de Catalunya.

## Descripció
L'antigor de la rectoria de Sant Miquel Sacot és afirmada pels documents. L'actual fàbrica és del segle xviii, amb moltes modificacions posteriors. Disposa de planta i dos pisos. Està unida a l'església de Sant Miquel per la part posterior. Avui queda poc del gran casal reconstruït fa dos segles degut a diferents transformacions per tal d'adaptar el seu interior i exterior a noves utilitzats. Actualment és casa de colònies. A la porta principal es conserva una llinda on hi ha esculpit 1787 amb una creu al mig.

## Història
Es creu que la rectoria va ser bastida contemporàniament al petit temple romànic de Sant Miquel. Aquest va ser destrossat parcialment pels moviments sísmics de 1427-1428. Aquesta mateixa fi cal creure que va tenir la casa rectoral. D'una visita pastoral de l'any 1514 es pot comprendre l'estat de la mateixa: estava molt "atropellada". El visitador diocesà, cada vegada que entrava a la Cot, en visites successives, havia d'insistir que la casa rectoral fos adobada. Al segle xviii i coincidint amb la reedificació de l'església es van fer obres a la casa, ampliant-la i remodelant-la.